# Lista de governadores do Timor Português

O brasão de armas do Timor português entre 1935 e 1974

As armas da antiga província ultramarina do Timor português, em uso de 1935 até 1974.

Estandarte dos governadores no período do Estado Novo.

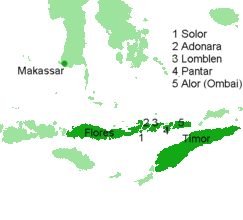
A "esfera de influência portuguesa" nas ilhas de Sondas Menores (ou Orientais) durante os séculos XVI e XIX.

A lista de governadores do Timor português contida na tabela que se segue apresenta uma listagem cronológica das personalidades que exerceram as funções de máxima autoridade no território de Timor português e suas dependências ao longo do período de presença colonial portuguesa naquela região, até ao reconhecimento internacional da independência de Timor-Leste.
Os governantes indicados na lista exerciam a sua autoridade não apenas sobre os estabelecimentos, feitorias e colónias situadas em Timor, mas também, até à sua perda para os Países Baixos, sobre estabelecimentos e territórios localizados em outras ilhas do grupo das Pequenas Ilhas de Sunda (Nusa Tenggara), como Flores, Solor, Adonara, Lomblem, Pantar e Alor.
Na fase inicial da presença portuguesa nas ilhas de Sonda a partir da década de 1570, os capitães de cada uma das expedições eram a mais alta autoridade na região. A partir de 1665, com a nomeação de Simão Luís foi criado o cargo de capitão-mor de Solor e Timor, visando estabilizar a presença portuguesa nas Pequenas Ilhas de Sonda. Depois de sua morte, no mesmo ano, o cargo foi ocupado por António da Hornay, um capitão dos topasses, demonstrando a liderança que naquela região a população mestiça católica tinha assumido. Naquele período de presença portuguesa ainda incipiente, os clãs familiares topasse dos Hornay e dos Costas eram os verdadeiros governantes da colónia.
Dado que os títulos usados, e o enquadramento institucional, se foram alterando ao longo dos tempos, a tabela indica, para além das datas, a designação das funções exercidas. São também incluídos os governantes durante os períodos das ocupações australiana e holandesa e da anexação japonesa, na Segunda Guerra Mundial ou da Guerra do Pacífico, os vinte a quatro anos da incorporação na Indonésia e, finalmente, um administrador brasileiro que conduziu o processo de independência sob supervisão da Organização das Nações Unidas, em 20 de maio de 2002.
As designações utilizadas para os cargos foram:
- Capitão-mor em Timor (1602-1695), sendo Timor uma dependência do governo da Índia Portuguesa, subordinada ao respectivo vice-rei ou governador;
- Governador de Timor e Solor (1695-1844), sendo as ilhas de Timor, Ataúro, Solor e suas dependências de Larantuca e de Sica na ilha das Flores subordinadas ao governo da Índia Portuguesa;
- Governador de Timor e Solor (1844-1850), sendo as ilhas de Timor, Solor e suas dependências subordinadas aos Governo de Macau como parte da Província de Macau, Solor e Timor, criada pelo Decreto de 20 de setembro de 1844. A partir de então, estes territórios ficaram independentes do Estado da Índia. A sede do governo da província situava-se em Macau, tendo as possessões da Oceania um governador subalterno do que residia naquela cidade.
- Governador e Comissário Régio (1850-1852), na dependência directa da Metrópole.[4][5] Em 1852 a ilha de Solor e todas as dependências, com excepção de Ataúro, e cerca de metade da ilha de Timor foram cedidas aos Países Baixos;
- Governador de Timor (1852-1856), subordinado ao governo de Macau;[6]
- Governador de Timor (1856-1863), subordinado ao governo do Estado da Índia;[7]
- Governador de Timor (1863-1866), como Província Ultramarina de Timor, na dependência do governo da Metrópole. Dili foi elevada a cidade, capital de província e sede de governo independente de segunda ordem.[8][9]
- Governador de Timor (1866-1896), novamente na dependência do governo de Macau, como distrito da Província de Macau e Timor;[10]
- Governador de Timor (1896-1909), como distrito autónomo na dependência directa do governo da Metrópole;[11][12]
- Governador de Timor (1909-1927), como Província Ultramarina na dependência directa do governo da Metrópole;[13][14]
- Governador de Timor (1927-1955), como distrito autónomo, dependente do governo da Metrópole;[15]
- Governador de Timor (1955-1972), como Província Ultramarina de Timor;[16]
- Governador de Timor (1972-1975), como Região Autónoma da República Portuguesa, nos termos do artigo 2.º do Estatuto Político-Administrativo da Província de Timor, aprovado pelo Decreto n.º 547/72, de 22 de dezembro.[17]

O cargo de governador de Timor foi formalmente extinto pela Lei n.º 7/75, de 17 de julho, que inseriu disposições relativas à descolonização de Timor. Aquele diploma, que não teve aplicação prática dada a invasão e ocupação de Timor pela Indonésia, determinava a eleição directa, secreta e universal de uma Assembleia Popular representativa do povo de Timor. Este órgão seria eleito no dia 17 de outubro de 1976, "tendo por incumbência "definir, por maioria simples e voto directo e secreto, o estatuto político e administrativo do território".
Os trabalhos legislativos deveriam realizar-se de forma a permitir que no dia 15 de outubro de 1978 cessassem "todas e quaisquer prerrogativas de soberania e administração da República Portuguesa sobre aquele território, sem prejuízo da continuação de laços de estreita cooperação em todos os domínios, no âmbito de acordos livres e mutuamente aceites".
Para preparar a elite timorense para a independência foram instituídos "órgãos transitórios de representação e de Governo do território de Timor" que entrariam em funções em 24 de outubro de 1975 e se manteriam até 14 de outubro de 1978. Por outras palavras, durante três anos a elite timorense iria ter a oportunidade de exercer funções executivas para os preparar para a independência.
Os três "órgãos de transitórios de representação e de Governo do território de Timor" seriam: um Alto-Comissário; um governo constituído pelo Alto-Comissário e cinco secretários-adjuntos; um Conselho de Governo "de natureza consultiva constituído por dois membros eleitos por cada Conselho Regional e quatro membros designados por cada uma das associações políticas de Timor, como tais reconhecidas, e que queira exercer esse direito". Em simultâneo foi publicado o "Estatuto Orgânico de Timor", a miniconstituição do território, que estabelecia as regras do jogo político na colónia até à sua independência, dia 15 de outubro de 1978.

## Governantes coloniais de Timor-Leste
| Período | Incumbente | Notas |
| --- | --- | --- |
| 1541 - 1642: Capitão das feitorias das ilhas de Sonda Menores ou Orientais, subordinado ao vice-rei da Índia Portuguesa                                                                  | | |
| 1571 - ? | Aires de Saldanha | |
| 1575 (ou 1576) | Duarte da Costa | |
| 1587–1590 | António Viegas | |
| 1591–? | Gaspar da Silva | |
| 1595–1600 | António Andria | |
| 1601–1603 | Jerónimo Correia da Silva | |
| 1605-? | Salvador Correira da Costa | |
| 1613 | Manuel Álvares | |
| 1618–? | António de Sá | |
| ? | Gonçalo de Proença | |
| 1632 | Francisco Pereira da Cunha | |
| 1632–1634 | Estácio Pereira | |
| 1634–1642 | Francisco Fernandes | |
| 1642–? | António Carneiro de Sequeira | |
| 1646–? | João Calaça Tenreiro | |
| 1647–1649 | António de São Jacinto | Capitão em Cupão. |
| 1651–1652 | Francisco Carneiro de Sequeira | Capitão em Cupão. |
| 1652–1665 | Simão Luís | Capitão em Lifau. |
| 1665 - 1695: Capitão-mor nas ilhas de Timor, Solor, Flores e outras Sondas Menores ou Orientais, e suas dependências, subordinado ao vice-rei da Índia Portuguesa                        | | |
| 1665 † | Simão Luís | Em Lifau; faleceu antes de empossado. |
| 1666 - 1669 | António da Hornay | Topasse; capitão-mor interino (1.º mandato). |
| 1669 - 1670 | Fernão Martins da Ponte | Capitão-mor interino. |
| 1671 - 1673 | Mateus da Costa | Topasse; capitão-mor interino. |
| 1673 - 1693 | António da Hornay | Topasse; capitão-mor interino (2.º mandato). |
| 1680 | João Antunes Portugal | Capitão-mor; enviado de Portugal, mas recusado pelas autoridades locais.                                                                                   |
| 1694 - 1696 | Francisco da Hornay | Topasse; capitão-mor interino; manteve funções apesar da chegada do 1.º governador.                                                                        |
| 1695 - 1844: Governador nas ilhas de Timor, Solor, Flores e suas dependências, nomeado pelo vice-rei da Índia Portuguesa                                                                 | | |
| 1695 - 1697 | António de Mesquita Pimentel | 1.º Governador; residência em Lifau; expulso em 1697 pelos topasse liderados por Domingos da Costa.                                                        |
| 1697 - 1702 | Domingos da Costa | Topasse; expulsou o Governador António de Mesquita Pimentel e assumiu o cargo de capitão-mor interino.                                                     |
| 1698 | André Coelho Vieira | Capitão-mor; cargo não confirmado. |
| 1702 - 1705 | António Coelho Guerreiro | 2.º Governador. |
| 1705 - 1706 | Lourenço Lopes | 3.º Governador. |
| 1706 - 1708 | Manuel Ferreira de Almeida | 4.º Governador (1.º mandato). |
| 1708 - 1709 | Jácome de Morais Sarmento | 5.º Governador. |
| 1709 - 1714 | Manuel de Souto-Maior | 6.º Governador. |
| 1714 | Manuel Ferreira de Almeida | Governador (2.º mandato). |
| 1714 - 1718 | Domingos da Costa | Governador; topasse. |
| 1718 - 1719 | Francisco de Melo e Castro | Governador. |
| 1719 - 1722 | Manuel de Santo António | Governador. |
| 1722 - 1725 | António de Albuquerque Coelho | Governador. |
| 1725 - 1729 | António Moniz de Macedo | Governador (1.º mandato). |
| 1729 - 1731 | Pedro de Melo | Governador. |
| 1731 - 1734 | Pedro de Rego Barreto da Gama e Castro | Governador. |
| 1734 - 1739 | António Moniz de Macedo | Governador (2.º mandato). |
| 1741 - 1745 | Manuel Leonís de Castro | Governador. |
| 1745 - 1748 | Francisco Xavier Doutel | Governador. |
| 1748 - 1751 | Manuel Correia de Lacerda | Governador. |
| 1751 - 1756 | Manuel Doutel de Figueiredo Sarmento | Governador |
| 1756 - 1759 | Vicente Ferreira de Carvalho | Governador |
| 1759 - 1760 | Sebastião de Azevedo e Brito | Governador. |
| 1760 - 1763 | Frei Jacinto da Conceição, O.P., Vicente Ferreira de Carvalho e D. José Rodrigues Pereira (dito "rei de Alas", mas que era régulo de Díli)                                                                        | Governo interino. |
| 1763 - 1765 | Dionísio Gonçalves Rebelo Galvão | Governador. |
| 1765 - 1768 | Sem governo nomeado | - |
| 1768 - 1776 | António José Teles de Meneses | Governador (em Díli). |
| 1776 - 1779 | Caetano de Lemos Telo de Meneses | Governador. |
| 1779 - 1782 | Lourenço de Brito Correia | Governador. |
| 1782 - 1785 | João Anselmo de Almeida Soares | Governador. |
| 1785 - 1788 | João Baptista Vieira Godinho | Governador; coronel de artilharia. |
| 1788 - 1790 | Feliciano António Nogueira Lisboa | Governador; capitão-tenente. |
| 1790 - 1794 | Joaquim Xavier de Morais Sarmento | Governador; tenente-coronel. |
| 1794 - 1800 | João Baptista Verquaim | Governador; capitão-de-mar-e-guerra. |
| 1800 - 1804 | José Joaquim de Sousa | Governador; capitão-de-mar-e-guerra. |
| 1804 - 1807 | João Vicente Soares da Veiga | Governador; capitão-de-mar-e-guerra. |
| 1807 - 1810 | António de Mendonça Corte-Real | Governador; tenente-coronel; faleceu em 2 de junho de 1810.                                                                                                |
| 1810 | Frei José de Anunciaçao (governador do bispado), D. Gregório Rodrigues Pereira (coronel-régulo de Motael e Joaquim de António Veloso (tenente-coronel da guarnição)                                               | Governo interino. |
| 1810 - 1815 | Vitorino Freire da Cunha Gusmão | Governador; capitão-de-mar-e-guerra. |
| 1815 - 1819 | José Pinto Alcoforado de Azevedo e Sousa | Governador; tenente-coronel de artilharia; faleceu em Díli em 13 de novembro de 1819.                                                                      |
| 1819 - 1821 | António Caetano Dinis (ouvidor eclesiástico), D. Gregório Rodrigues Pereira (coronel-régulo de Motael) e frei Bartolomeu Pereira (vigário de Díli                                                                 | Governo interino. |
| 1821 - 1832 | Manuel Joaquim de Matos e Góis | Governador; capitão-de-fragata; faleceu em Díli em 14 de abril de 1832.                                                                                    |
| 1832 - 1832 | Miguel da Silveira e Lorena | Governador; tenente de infantaria; faleceu em Díli em 26 de maio de 1832.                                                                                  |
| 1832 - 1834 | Fr. Vicente Ferreira Varela, José Pereira de Azevedo (tenente-coronel) e Francisco Inácio de Seabra (ouvidor) | Governo interino. |
| 1834 - 1839 | José Maria Marques | Governador; tenente. |
| 1839 - 1844 | Frederico Leão Cabreira | Governador; tenente-coronel de artilharia. |
| 1844 - 1852: Governador de Timor e Solor, subordinado ao Governo de Macau como parte da Província de Macau, Solor e Timor                                                                | | |
| 1844 - 1848 | Julião José da Silva Vieira | Governador; coronel de artilharia (n. 1793 - m. 1855). |
| 22 de agosto de 1848 - 24 de março de 1851 | Capitão-tenente da Armada António Olavo Monteiro Torres | Governador; capitão-tenente; faleceu em Díli em 24 de março de 1851.                                                                                       |
| 23 de junho de 1851 - 8 de setembro de 1852 | Capitão-de-mar-e-guerra da Armada José Joaquim Lopes de Lima | Governador e Comissário régio para os limites portugueses; capitão-de-mar-e-guerra (n. 1797 - faleceu em Batávia, hoje Jacarta, em 8 de novembro de 1852). |
| Colónia portuguesa de Timor, subordinada a Goa. As possessões das pequenas ilhas das Sondas Menores ou Orientais ficam para os Países Baixos                                             | | |
| 1852 - 1856 | Capitão de cavalaria Manuel de Saldanha da Gama, Governador. | |
| 1856 - 1859 | Tenente-coronel Luís Augusto de Almeida Macedo, Governador. | |
| 8 de setembro de 1859 - 11 de abril de 1863 | Capitão de infantaria Afonso de Castro, Governador. | (n. 1824 - m. 1855) |
| Colónia portuguesa de Timor | | |
| 11 de abril de 1863 - 8 de abril de 1864 | Capitão de infantaria José Manuel Pereira de Almeida, Governador. | |
| 8 de abril de 1864 | Juiz da câmara Bento Sertório Mascarenhas, como presidente, pelo padre Gregório Maria Barreto, superior da missão, e pelo tenente Pinto de Noronha, comandante do Batalhão Defensor de Díli, Governador interino. | |
| 1864 - 1865 | José Eduardo da Costa Meneses, Governador. | |
| Colónia portuguesa de Timor, subordinada a Macau | | |
| 12 de setembro de 1865 - 24 de abril de 1869 | Capitão-de-fragata Francisco Teixeira da Silva, Governador. | |
| 24 de abril de 1869 - 23 de agosto de 1870 | Capitão da guarnição de Macau António Joaquim Garcia, Governador interino. | |
| 23 de agosto de 1870 - 1871 | Capitão-tenente da armada João Clímaco de Carvalho, Governador. | (n. 1856- m. 1873) |
| 1871 - 1873 | Capitão de infantaria Manuel de Castro Sampaio, Governador interino. | |
| 30 de agosto de 1873 - 7 de novembro de 1876 | Major de cavalaria Hugo Goodair de Lacerda Castelo Branco, Governador. | 1.º mandato |
| 7 de novembro de 1876 - 18 de janeiro de 1878 | Capitão da guarnição de Moçambique Joaquim António da Silva Ferrão, Governador. | Faleceu em Díli em 18 de janeiro de de 1878 |
| 3 de julho de 1878 - 1 de setembro de 1880 | Major de cavalaria Hugo Goodair de Lacerda Castelo Branco, Governador. | 2.º mandato |
| 1 de setembro de 1880 - 30 de dezembro de 1881 | Capitão-tenente da Armada Augusto César Cardoso de Carvalho, Governador. | (n. 1836 - m. 1905) |
| 30 de dezembro de 1881 - 3 de maio 1882 | Major José dos Santos Vaquinhas, Governador interino. | |
| 3 de maio de 1882 - 1883 | Capitão de cavalaria Bento da França Pinto de Oliveira, Governador. | (n. 1833 - m. 1889) |
| 1883 | Capitão da guarnição de Macau Porfírio Zeferino de Sousa, Governador interino. | |
| 1883 | Major da guarnição de Macau Francisco de Paula da Cruz, Governador interino. | |
| 4 de agosto de 1883 - 3 de junho de 1885 | Capitão de cavalaria João Maria Pereira, Governador. | |
| 1883 - 1885 | Capitão de cavalaria Cipriano Forjaz, Governador interino. | |
| 26 de setembro de 1885 - 3 de março de 1887 | Capitão-tenente da armada Alfredo de Lacerda Maia, Governador. | (n. 1850 - Assassinado em Díli em 3 de março de 1887 |
| 1887 | Capitão de infantaria Adriano Augusto do Rego, Governador interino. | |
| 1887 | Coronel da guarnição de Macau António Joaquim Garcia, Governador interino. | |
| 1 de agosto de 1887 - 4 de outubro de 1888 | Major de cavalaria António Francisco da Costa, Governador. | |
| 4 de outubro de 1888 - 4 de março de 1890 | Capitão-tenente da armada Rafael Jácome Lopes de Andrade, Governador. | (n. 1851 - m. 1900) |
| 4 de março de 1890 - 5 de fevereiro de 1891 | Capitão da guarnição de Macau Porfírio Zeferino de Sousa, Governador interino. | |
| 5 de fevereiro de 1891 - 19 de abril de 1894 | Major de cavalaria Cipriano Forjaz, Governador. | |
| 1894 | Capitão da guarnição de Macau Porfírio Zeferino de Sousa, Governador interino. | |
| 11 de maio de 1894 - 16 de junho de 1908 | Tenente-coronel de cavalaria José Celestino da Silva, Governador | (n. 1894 - m. 1911) |
| Colónia portuguesa de Timor como distrito autónomo, em 15 de outubro de 1896 | | |
| 16 de junho a 30 de agosto de 1908 | Capitão de artilharia Jaime Augusto Vieira da Rocha, Governador interino | |
| 30 de agosto de 1908 - 27 de agosto de 1909 | Capitão do Estado-Maior do Exército Eduardo Augusto Marques, Governador. | (n. 1867 - m. 1944) |
| 27 de agosto de 1909 - 25 de fevereiro de 1910 | Capitão de infantaria Gonçalo Pereira Pimenta de Castro, Governador interino. | (n. 1868 - m. 1952). 1.º mandato |
| Colónia portuguesa de Timor com o estatuto de província de pleno direito, no dia 9 de dezembro de 1909                                                                                   | | |
| 5 de fevereiro a 26 de novembro de 1910 | 1.º tenente da armada Alfredo Cardoso de Soveral Martins, Governador. | (n. 1869 - m. 1938) |
| 26 de novembro - 13 de dezembro de 1910 | Capitão de infantaria Anselmo Augusto Coelho de Carvalho, Secretário interino do governo. | |
| 13 de dezembro de 1910 - 22 de janeiro de 1911 | Capitão de infantaria José Carrazedo de Sousa Caldas Viana e Andrade, Governador. | |
| 22 de janeiro de 1911 - 18 de agosto de 1913 | 1.º tenente da armada Filomeno da Câmara de Melo Cabral, Governador. | (n. 1873 - m. 1934) |
| 18 de agosto de 1913 - 22 de janeiro 1914 | Capitão de infantaria Gonçalo Pereira Pimenta de Castro, Governador interino. | (n. 1868 - m. 1952). 2.º mandato |
| 22 de janeiro 1914 - 14 de fevereiro de 1914 | Capitão de infantaria António Baptista Justo, Encarregado do governo. | |
| 15 de fevereiro de 1914 - 28 de setembro de 1917 | 1.º tenente da armada Filomeno da Câmara de Melo Cabral, Governador. | (n. 1873 - m. 1934). 2.º mandato |
| 28 de setembro - 29 de outubro de 1917 | César Augusto Rocha de Abreu Castelo Branco, Encarregado do Governo. | |
| 29 de outubro de 1917 - 18 de março de 1918 | Capitão de infantaria José Machado Duarte Júnior, Governador interno. | (n. 1880 - m. 1945) |
| 18 de março de 1918 - 1 de abril de 1919 | Capitão de infantaria Luís Augusto de Oliveira Franco, Governador interino. | 1.º mandanto |
| 1 de abril - 11 de outubro de 1919 | Capitão de infantaria Manuel José de Meneses Fernandes Costa, Encarregado do governo. | 1.º mandanto |
| 11 de outubro de 1919 - 14 de fevereiro 1921 | Capitão-tenente da marinha Manuel Paulo de Sousa Gentil, Governador. | (n. 1870 - m. 1937) |
| 14 de fevereiro a 11 de junho de 1921 | Capitão Luís Augusto de Oliveira Franco, Encarregado do governo. | 2.º mandato |
| 11 de junho a 7 de julho de 1921 | Capitão Manuel José de Meneses Fernandes Costa, Encarregado do governo. | 2.º mandato |
| 7 de julho a 11 de julho de 1921 | Major-médico José de Paiva Gomes, Encarregado do governo. | 1.º mandato |
| 11 de julho a 9 de novembro de 1921 | Capitão Manuel José de Meneses Fernandes Costa, Encarregado do governo. | 3.º mandato |
| 9 de novembro a 14 de novembro de 1921 | 1.º tenente da marinha Humberto dos Santos Leitão, Encarregado do governo. | 1.º mandato |
| 14 de novembro de 1921 - 27 de abril de 1923 | Major-médico José de Paiva Gomes, Encarregado do governo. | 2.º mandato |
| 27 de abril de 1923 - 16 de outubro de 1924 | 1.º tenente da marinha Humberto José dos Santos Leitão, Encarregado do governo. | 2.º mandato |
| 16 de outubro de 1924 - 1 de julho de 1926 | Coronel de artilharia Raimundo Enes Meira, Governador. | (n. 1866 - m. 1946) |
| 1 de julho a 30 de setembro de 1926 | Capitão Eduardo Rodrigues Areosa Feio, Encarregado do governo. | |
| 30 de setembro de 1926 - 22 de dezembro de 1928 | Tenente Teófilo Duarte, Governador. | (n. 1898 - m. 1958) |
| Colónia portuguesa de Timor como distrito autónomo, em 19 de novembro de 1927 | | |
| 22 de dezembro de 1928 - 12 de abril de 1929 | Coronel médico Abel Teixeira da Costa Tavares, Encarregado do governo. | (n. 1881 - m. 1973) |
| 12 de abril de 1929 - 2 de novembro de 1930 | Coronel do CEM Cesário Augusto de Almeida Viana, Governador. | |
| 2 de novembro a 5 de dezembro de 1930 | Coronel médico Abel Teixeira da Costa Tavares, Governador interino. | (n. 1881 - m. 1973) |
| 5 de dezembro de 1930 - 23 de março de 1933 | Brigadeiro António Baptista Justo, Governador. | |
| 23 de março a 14 de junho de 1933 | Dr. Miguel Xavier Mártires Dias, Encarregado de governo. | |
| 14 de junho de 1933 - 1 de janeiro de 1934 | Capitão José Luís Fontoura de Sequeira, Encarregado de governo. | |
| 1 de janeiro de 1934 - 3 de julho de 1936 | Major Raúl de Antas Manso Preto Mendes Cruz, Governador. | |
| 3 de julho de 1936 - 11 de setembro de 1937 | Capitão de artilharia Eduardo Berardo Lapido Loureiro, Encarregado do Governo | (n. 1895 - m. 1961) |
| 11 de setembro de 1937 - 10 de maio de 1940 | Major de infantaria Álvaro Eugénio Neves da Fontoura, Governador | (n. 1891 - m. 1975) |
| 30 de março de 1939 - 10 de maio de 1940 | Capitão de engenharia António Jacinto Magro, Encarregado do Governo | (n. 1899 - m. 1970) |
| 10 de maio de 1940 - 17 de dezembro de 1941 | Capitão de infantaria Manuel de Abreu Ferreira de Carvalho, Governador | (n. 1893 - m. 1968). 1.º mandato 10 de maio de 1940 - 17 de dezembro de 1941                                                                               |
| Ocupação pelos Holandeses e Australianos | | |
| 17 de dezembro de 1941 - 1942 | William Watt Leggatt (Comandante das forças australianas) | (n. 1894 - m. 1968) |
| 17 de dezembro de 1941 - 1942 | Nico Leonard Willem van Straten (Comandante das forças holandesas) | (n. 1897 - m. 1968) |
| Anexação pelos Japoneses | | |
| 20 de fevereiro de 1942 - 20 de fevereiro de 1942 | Ito Takeo (Comandante das forças de desembarque japonesas) | (n. 1889 - m. 1965) |
| 20 de fevereiro de 1942 - agosto de 1942 | Sadashichi Doi (Comandante das forças de ocupação japonesas) | (n. 1889 - m. 1968) |
| agosto de 1942 - novembro de 1944 | Yuichi Tsuchihashi (Comandante das forças de ocupação japonesas) | (n. 1891 - m. 1972) |
| novembro de 1944 - 5 de setembro de 1945 | Kunitaro Yamada (Comandante das forças de ocupação japonesas) | (n. 1894 - m. 1984) |
| Colónia portuguesa, como província ultramarina | | |
| 1 de setembro - 7 de dezembro de 1945 | Capitão de infantaria Manuel de Abreu Ferreira de Carvalho, Governador | (n. 1893 - m. 1968). 2.º mandato 1 de setembro até 7 de dezembro de 1945                                                                                   |
| 7 de dezembro de 1945 - 8 de junho de 1950 | Capitão Óscar Freire de Vasconcelos Ruas, Governador | (n. 1899 - m. 1982) |
| 8 a 13 de junho de 1950 | Capitão-tenente António da Cunha Aragão, Encarregado do Governo | (n. 1904 - m. 1974) |
| 13 de junho - 31 de dezembro de 1950 | Major de cavalaria Arnaldo Dionísio Carneiro de Sousa e Meneses, Encarregado do Governo | (n. 1903 - m. 1970) |
| 31 de dezembro de 1950 - 14 de julho de 1958 | Capitão de infantaria César Maria de Serpa Rosa, Governador | (n. 1899 - m. 1968) |
| 14 de julho de 1958 - 20 de junho de 1959 | Tenente-coronel Manuel Albuquerque Gonçalves de Aguiar, Encarregado do Governo | (n. 1909 - m. 1981) |
| 22 de junho de 1959 - 3 de abril de 1963 | Major Filipe José Freire Temudo Barata, Governador | (n. 1918 - m. 2003) |
| 3 de abril - 12 de junho de 1963 | Brigadeiro Francisco António Pires Barata, Encarregado do Governo | (n. 1906 - m. 1987) |
| 12 de junho de 1963 - 27 de maio de 1967 | Coronel do CEM José Alberty Correia, Governador | (n. 1917 - m. 2011) |
| 27 de maio de 1967 - 6 de fevereiro de 1968 | Juiz de Direito Manuel Fernandes, Encarregado do Governo | |
| 6 de fevereiro de 1968 - 23 de setembro de 1971 | Brigadeiro José Nogueira Valente Pires, Governador | (n. 1914 - m. 2010) |
| 23 de setembro de 1971 - 26 de janeiro de 1972 | Tenente-coronel Fernando Alves Aldeia, Encarregado do Governo | (n. 1925 - m. 1993) |
| 26 de fevereiro de 1972 - 15 de julho de 1974 | Tenente-coronel Fernando Alves Aldeia, Governador | (n. 1925 - m. 1993) |
| 15 de julho de 1974 - 18 de novembro de 1974 | Tenente-coronel Níveo José Ramos Herdade, Encarregado do Governo | (n. 1923 - m. 2004) |
| 18 de novembro de 1974 - 26 de agosto de 1975 | Coronel Mário Lemos Pires, Governador | (n. 1931 - m. 2009) |
| 24 de outubro de 1975 - 7 de dezembro de 1975 | Tenente-coronel José Ângelo Teixeira de Magalhães, Encarregado do Governo | (n. - m. ) |
| Presidentes (após a Proclamação de Independência, Timor foi invadido pela Indonésia a 7 de dezembro de 1975 e, a 17 julho de 1976, a Indonésia anexou Timor como província Timor (Timur) | | |
| 28 de novembro de 1975 - 29 de setembro de 1978 | Francisco Xavier do Amaral, 1.º Presidente da República | (n. 1939 - m. 2012) |
| 29 de setembro de 1978 - 31 de dezembro de 1978 | Nicolau dos Reis Lobato, Primeiro-Ministro e 2.º Presidente da República | (n. 1946 - m. 1978) |
| Presidente do Governo Provisório da Indonésia | | |
| 17 de dezembro de 1975 - 17 de julho de 1976 | Arnaldo dos Reis Araújo, Presidente do Governo Provisório | (n. 1913 - m. 1988) |
| Governadores da Indonésia | | |
| 17 de julho de 1976 - 1978 | Arnaldo dos Reis Araújo, Governador | (n. 1913 - m. 1988) |
| 1978 - 18 de setembro de 1982 | Guilherme Maria Gonçalves, Governador | (n. 1919 - m. 1999) |
| 18 de setembro de 1982 - Junho 1992 | Mário Viegas Carrascalão, Governador | (n. 1937 - m. 2017) |
| 18 de setembro de 1992 - outubro de 1999 | Abílio Osório Soares, Governador | (n. 1947 - m. 2007) |
| Administração pela Organização das Nações Unidas | | |
| 25 de outubro de 1999 - 19 de maio de 2002 | Sérgio Vieira de Mello, Administrador | (Brasil) (n. 1948 - m. 2003) |
| Reconhecimento da Independência de Timor-Leste no dia 20 de maio de 2002. | | |

A relação prossegue por lista de presidentes de Timor-Leste e lista de primeiros-ministros de Timor-Leste.